# 本梅村
本梅村（ほんめむら）は、京都府南桑田郡にあった村。現在の亀岡市本梅町各町にあたる。

## 地理
- 山岳：小和田山
- 河川：本梅川、犬飼川

## 歴史
- 1889年（明治22年）4月1日 - 町村制の施行により、西加舎村・東加舎村・井手村・平松村・中野村の区域をもって発足。
- 1955年（昭和30年）1月1日 - 亀岡町・東別院村・西別院村・曽我部村・吉川村・薭田野村・畑野村・宮前村・大井村・千代川村・馬路村・旭村・千歳村・河原林村・保津村と合併して亀岡市が発足。同日本梅村廃止。